# Alberto Escudero Casquino
Francisco Alberto Escudero Casquino (Áncash, 7 de septiembre de 1966) es un médico cirujano y político peruano. Fue congresista de la república por La Libertad en el periodo 2006-2011.

## Biografía
Alberto Escudero nació en Huallanca, ciudad ubicada en la provincia de Huaylas del departamento de Áncash en Perú, el día 7 de septiembre del año 1966.
Cursó sus estudios primarios y secundarios en el Colegio Nacional Mixto José Olaya del distrito La Esperanza, en Trujillo, obteniendo el Premio de Excelencia, Primer Puesto en 1983.
Estudió la carrera de Medicina en la Universidad Nacional de Trujillo y realizó estudios posteriores al grado en la Universidad Peruana de Ciencias Aplicadas de Maestría en Marketing. Es magíster en Administración con Mención en Sistemas de Información y Telecomunicaciones por ESAN y en CENTRUM Católica tiene maestría en Administración Estratégica de Empresas.
En el año 1992 fundó la Organización Educativa “Leonardo Da Vinci”, de la cual es propietario y director general. Es miembro del Club de Leones y asociado de la Cámara de Comercio y Producción de La Libertad.

## Trayectoria
Alberto Escudero se inició en la política en Unión por el Perú, partido político fundado por Javier Pérez de Cuéllar en donde fue militante.
En el año 2005, UPP realiza una alianza con Ollanta Humala, militar en retiro y líder del Partido Nacionalista Peruano, para participar en las elecciones generales del año 2006 en las que Humala fue candidato presidencial. Alberto Escudero participó en los comicios parlamentarios como representante de la región La Libertad y luego resultó elegido como congresista de la república con 24,841 votos, siendo posteriormente juramentado en el Congreso de la República para el periodo parlamentario 2006-2011.
Durante su labor legislativa fue miembro de la Subcomisión de Acusaciones Constitucionales y de la Comisión de Educación. También fue vicepresidente y secretario de la Comisión de Salud, presidente de la Liga Parlamentaria de Amistad Perú-Tailandia, presidente de la Comisión de Fiscalización y vocero de la bancada de Unión por el Perú. Su gestión parlamentaria se ha caracterizado por su compromiso con la educación, la salud y la lucha contra la corrupción, así como la atención diligente de los ciudadanos de la región La Libertad.
Culminando su gestión, intentó reelegirse sin éxito en las elecciones del año 2011 por la Alianza Solidaridad Nacional de Luis Castañeda Lossio, en donde UPP fue miembro de la coalición electoral. En el año 2021 volvió a postular al Congreso de la República, en las que obtuvo solamente el 0.856% de votos preferenciales.
Actualmente está afiliado al partido político de Antauro Humala, líder del etnocacerismo quien fue procesado por el “Andahuaylazo”.